# Saint-Gilles-Vieux-Marché
 Saint-Gilles-Vieux-Marché  (en bretón Sant-Jili-ar-C'hozhvarc'had) es una población y comuna francesa, situada en la región de Bretaña, departamento de Côtes-d'Armor, en el distrito de Guingamp y cantón de Mûr-de-Bretagne.

## Demografía
| 595 | 543 | 449 | 415 | 324 | 302 |
| Para los censos de 1962 a 1999 la población legal corresponde a la población sin duplicidades (Fuente: INSEE [Consultar]) |     |     |     |     |     |